# Skultuna landskommun
Skultuna landskommun var en tidigare kommun i Västmanlands län.

## Administrativ historik
Kommunen bildades i Skultuna socken i Norrbo härad i Västmanland när 1862 års kommunalförordningar trädde i kraft.
Vid kommunreformen 1952 bildade den storkommun då förutvarande Harakers landskommun och Romfartuna landskommun lades samman med Skultuna.
År 1967 uppgick landskommunen i Västerås stad och området ingår sedan 1971 i Västerås kommun. Sedan 1985 bildar området Skultuna kommundel.

### Kyrklig tillhörighet
I kyrkligt hänseende tillhörde kommunen Skultuna församling. Den 1 januari 1952 tillkom Harakers församling och Romfartuna församling. Dessa församlingar gick samman 2006 att bilda Norrbo församling.

## Geografi
Skultuna landskommun omfattade den 1 januari 1952 en areal av 260,28 km², varav 256,89 km² land.

### Tätorter i kommunen 1960
I Skultuna landskommun fanns tätorten Skultuna, som hade 2 806 invånare den 1 november 1960. Tätortsgraden i kommunen var då 57,9 procent.

## Politik

### Mandatfördelning i valen 1950-1962
| 23 | 8 | 3 |  |

| 33 |

| 21 | 9 | 3 | 2 |

| 30 | 5 |

| 20 | 9 | 3 | 3 |

| 30 | 5 |

| 21 | 8 | 4 | 2 |

| 30 | 5 |